# Конаре (Старозагорська область)
Кона́ре (болг. Конаре) — село в Старозагорській області Болгарії. Входить до складу общини Гурково.

## Населення
За даними перепису населення 2011 року у селі проживали 464 особи.
Національний склад населення села:
| Національність   | Кількість осіб | Відсоток |
| ---------------- | -------------- | -------- |
| болгари          | 445            | 96,7%    |
| цигани           | 11             | 2,4%     |
| Всього відповіли | 460            |          |

Розподіл населення за віком у 2011 році:
Динаміка населення: